# Typhlops hectus
Espèce
Statut de conservation UICN

 VU  : Vulnérable
Typhlops hectus est une espèce de serpents de la famille des Typhlopidae. 

## Répartition
Cette espèce est endémique d'Hispaniola. Elle se rencontre dans le Sud d'Haïti, y compris les îles de La Gonâve et de Grand Cayemite, et dans le sud-ouest de la République dominicaine.

## Description
L'holotype de Typhlops hectus mesure 192 mm dont 4,6 mm pour la queue. Les paratypes mesurent quant à eux entre 95 et 230 mm de longueur totale. Cette espèce a une teinte générale gris pâle ou fauve plus ou moins intense. Sa face ventrale est non pigmentée.

## Publication originale
- Thomas, 1974 : A new species of Typhlops (Serpentes: Typhlopidae) from Hispaniola. Proceedings of the Biological Society of Washington, vol. 87, p. 11-18 (texte intégral).